# Northeast Arm (Alexander Bay)
De Northeast Arm is een zeearm in de Canadese provincie Newfoundland en Labrador. Het is een ruim 18 km lange zijarm van de Alexander Bay aan de oostkust van het eiland Newfoundland. De zeearm grenst aan het Nationaal Park Terra Nova.

## Geografie
De Northeast Arm is een van de belangrijke scheidingen tussen het schiereiland Eastport en de rest van Newfoundland. Het is bij verre de grootste van de drie zijarmen van de Alexander Bay, die zelf een zijbaai is van de grote Oost-Newfoundlandse Bonavista Bay.
De zeearm gaat vanaf de Alexander Bay eerst zo'n 5 km in zuidelijke richting, waarna hij naar het oosten toe draait en uiteindelijk nog 13,5 km in oostelijke en finaal noordoostelijke richting gaat. Hij creëert door deze vrij onregelmatige vorm een westelijk subschiereiland van Eastport.
Ongeveer halverwege het west-oostgedeelte van de zeearm ligt de grote zuidelijke inham Broad Cove. Via die inham heeft de Northeast Arm zelf nog een zijarm, namelijk de 5 km lange Southwest Arm.
De breedte van de Northeast Arm varieert van minder dan 200 m op een aantal punten tot bijna 2,5 km ter hoogte van de Broad Cove. Hij telt een beperkt aantal kleine eilandjes, waaronder het in die voornoemde inham gelegen Sandy Island.

### Plaatsen en wegen
Er liggen drie plaatsen aan de oevers van de Northeast Arm, namelijk de gemeenten Traytown en Sandringham en het gehucht Culls Harbour.
Traytown en Sandringham liggen beide aan de zuidoever van de zeearm en zijn allebei gelegen aan provinciale route 310 (NL-310). Halverwege beide plaatsen steekt die verbindingsweg via een typisch Newfoundlandse causeway – namelijk een lange, door een brug onderbroken dijk – de Broad Cove over. Die causeway is 1,2 km lang en komt tot vlak bij Sandy Island.
Culls Harbour ligt net als Traytown aan de bocht van de Northeast Arm, zij het aan de overkant ervan. Het is de enige plaats op het voornoemde subschiereiland van Eastport en is enkel bereikbaar via een causeway die de verbinding met Traytown maakt. Deze tweede dijk-brugcombinatie is ruim 500 m lang en steekt de Northeast Arm dwars over op een van zijn smalle punten.

## Terra Nova
In het gebied rondom de Broad Cove vormt de kust van de Northeast Arm de noordelijke parkgrens van het Nationaal Park Terra Nova. Ook Sandy Island maakt deel uit van dat nationaal park.
De wateren van de Broad Cove zijn daarenboven erkend als onderdeel van het Trekvogelreservaat Terra Nova.

## Galerij

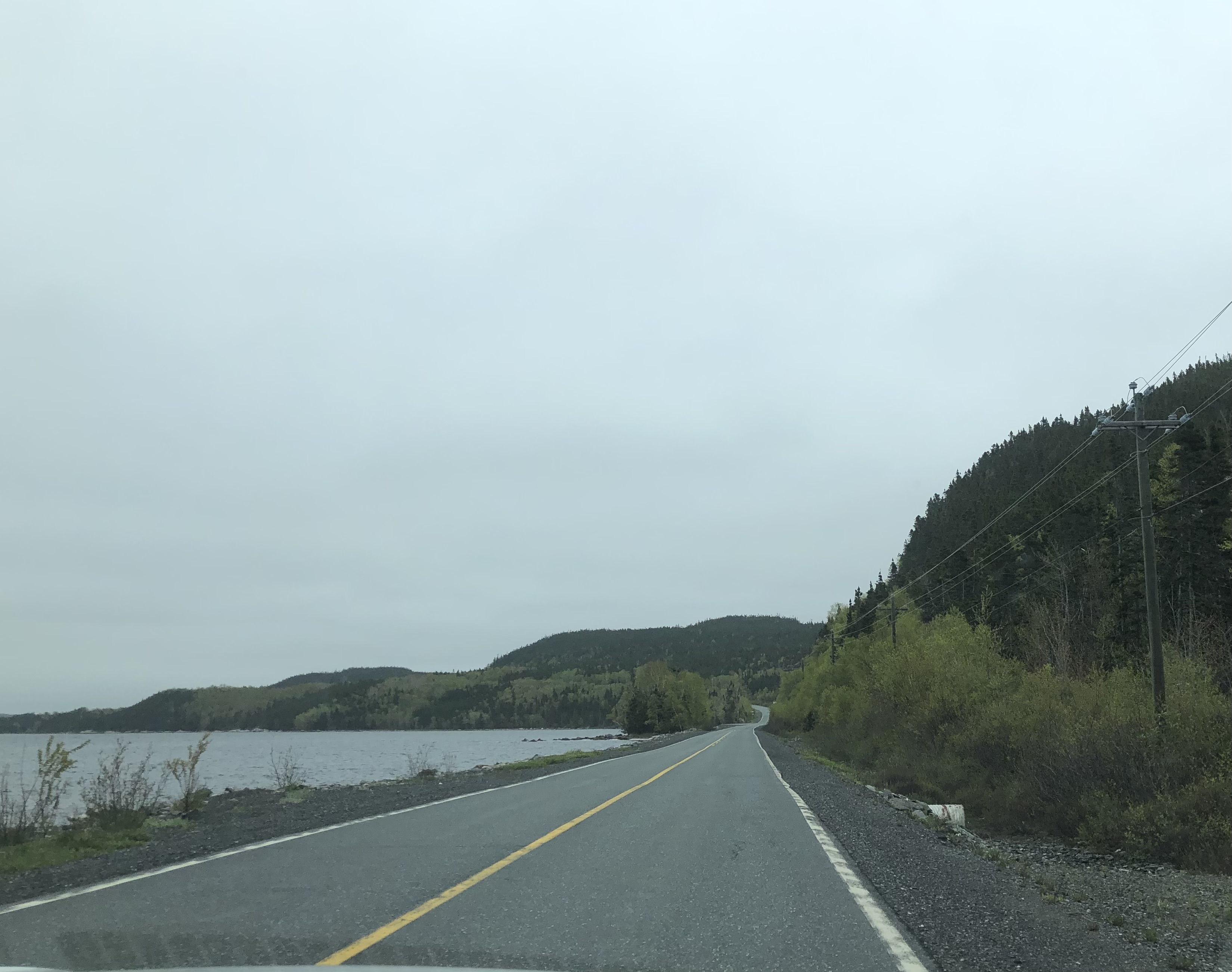
De zeearm reikt tot vlak bij Route 310 aan de noordoostrand van het Nationaal Park Terra Nova
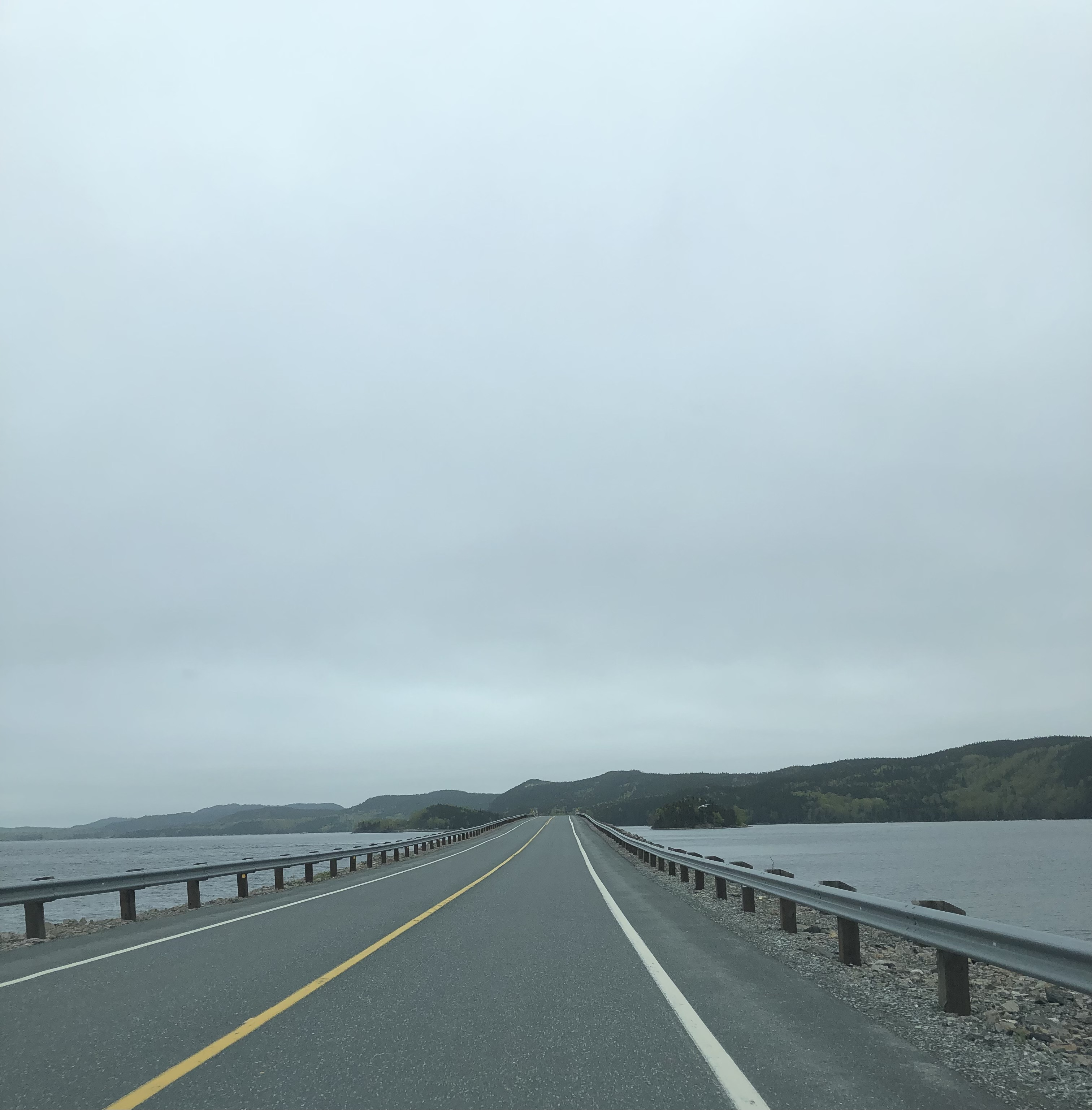
De causeway van Route 310 met links het hoofdgedeelte van de Northeast Arm en rechts de Broad Cove
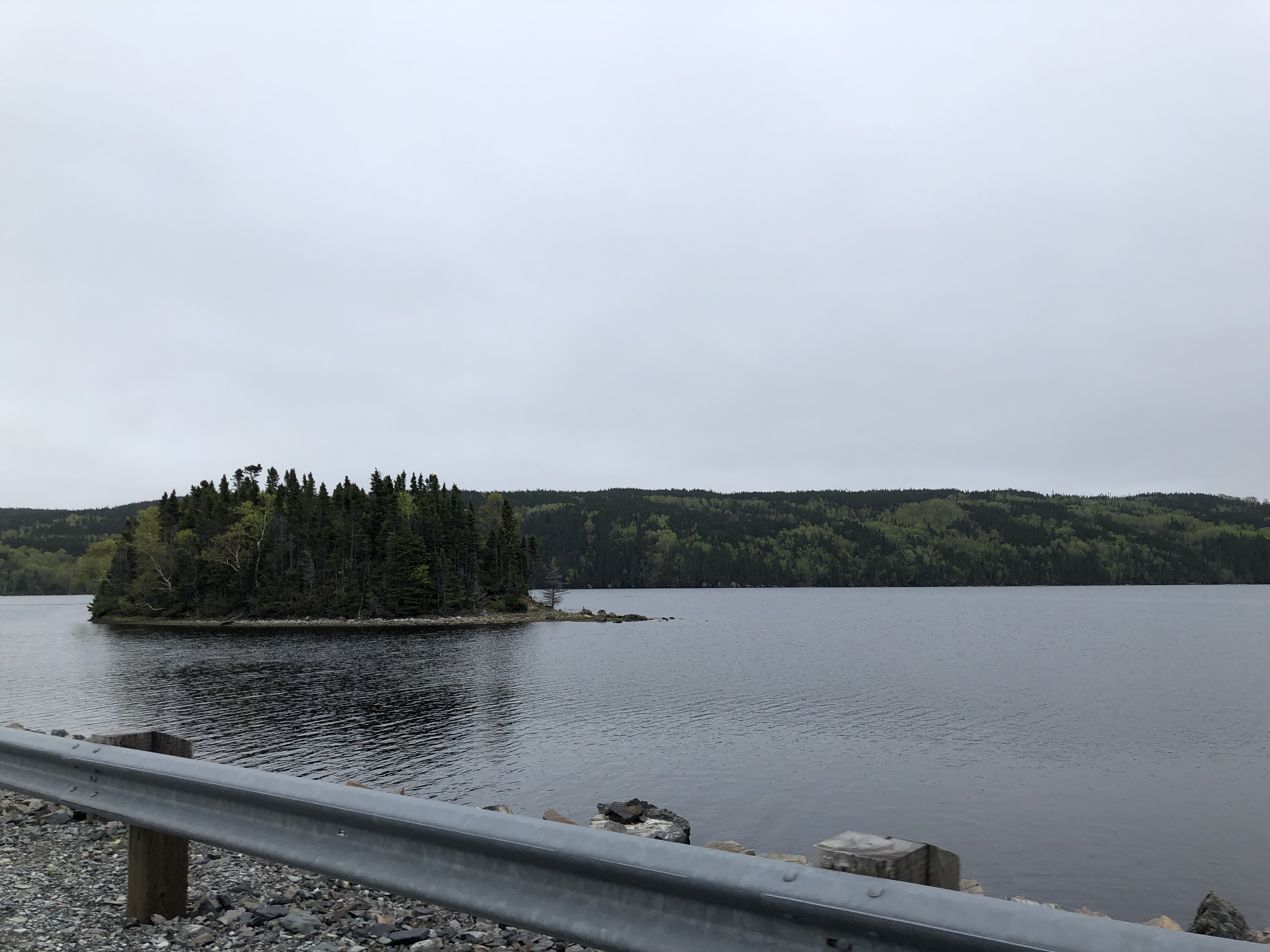
Het in de Broad Cove gelegen Sandy Island ligt vlak naast de voornoemde causeway